# Saroptila platysara
Saroptila platysara är en fjärilsart som beskrevs av Turner 1929. Saroptila platysara ingår i släktet Saroptila och familjen nattflyn. Inga underarter finns listade.

## Bildgalleri

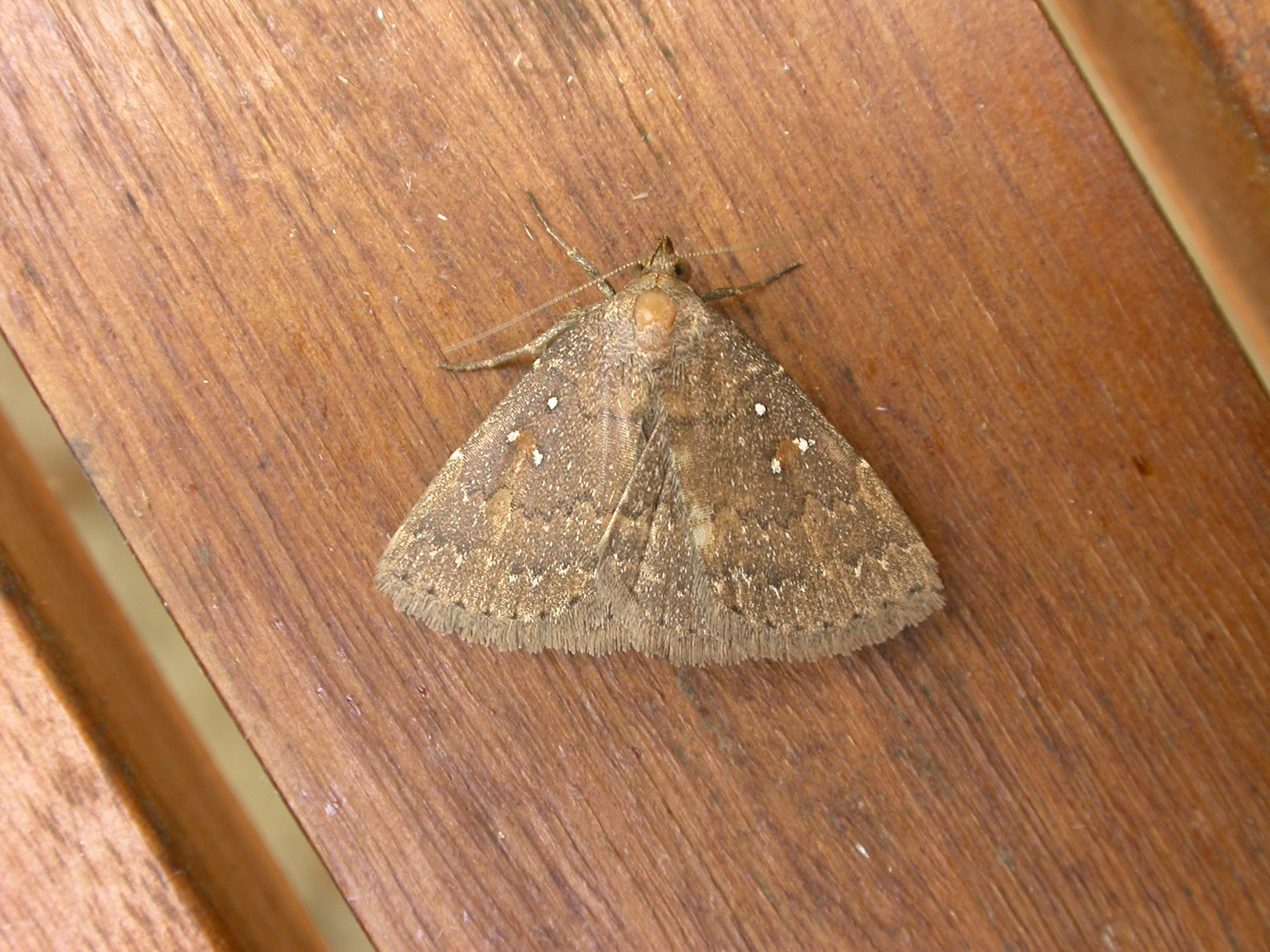